# Chuck Blazer
Charles Gordon Blazer (Ciutat de Nova York, 26 d'abril de 1945 - estat de Nova Jersey, 12 de juliol de 2017) va ser un dirigent esportiu estatunidenc, que va ocupar diversos càrrecs d'alt nivell abans de convertir-se en informador de la fiscalia nord-americana sobre la corrupció generalitzada dins del futbol organitzat. Va ser membre del Comitè Executiu de la FIFA des de 1996 al 2013, secretari general de la Confederació del Nord, Centreamèrica i el Carib de Futbol Associació (CONCACAF) des de 1990 fins al 2011 i vicepresident executiu de la Federació Nord-americana de Futbol.
L'any 2013, Blazer va admetre haver conspirat amb altres membres del Comitè Executiu de la Fifa per acceptar conjuntament suborns de la candidatura perdedora del Marroc i de la candidatura guanyadora de Sud-àfrica per a organitzar els mundials de 2008 i 2010 respectivament. La confessió de Blazer es va produir durant el testimoniatge donat en un procediment sota secret de sumari en un tribunal federal de Nova York. Informació que no va ser coneguda fins al 27 de maig de 2015 quan la fiscalia nord-americana va anunciar la primera relació d'acusats i detinguts en el conegut com a Cas Fifagate.

## Trajectòria
Blazer va créixer en una família jueva de classe mitjana al barri de Nova York de Queens, on el seu pare tenia una botiga de diaris. Va assistir a l'escola secundària de Forest Hills i després va obtenir el grau de comptabilitat a la Universitat de Nova York. En graduar-se, va ingressar a la Stern School of Business de la Universitat de Nova York però no va completar el seu MBA.
El 1989, Blazer va convèncer Jack Warner per optar a la presidència de la Concacaf i va dirigir la seva campanya electoral. Warner va guanyar les eleccions i Blazer va ser nomenat secretari general de la Concacaf, càrrec que va ocupar des de 1990 fins al 2011.
Va tenir un paper central en la decisió d'apostar per la candidatura guanyadora per organitzar la Copa del Món de Futbol de 1994 i també, durant aquest temps, va impulsar la selecció nord-americana de futbol femení. La seva posició li va permetre obtenir un lloc a la direcció de la Concacaf on va conèixer a Jack Warner. L'any 1986, com que no va aconseguir la seva reelecció, va cofundar la lliga americana de futbol. Va durar només dos anys, ja que Blazer va ser obligat a plegar pels seus propietaris que se sentien marginats respecte de les finances. Es va convertir en president del Miami Sharks amb control de les finances incloses. El maig de 1989, només cinc mesos després, en va sortir precipitadament.
Va ser membre del Comitè Executiu de la Fifa des de 1996 fins a l'abril de 2013, quan Sunil Gulati va ser elegit per substituir-lo. Blazer també va exercir de Comissari de Lliga Americana de Futbol i Vicepresident Executiu de la Federació de Futbol dels EUA.
El maig de 2011, en resposta a les denúncies de suborn realitzades pels representants de les delegacions assistents a una reunió del 10 de maig de la Unió del Futbol del Carib (CFU), Blazer va iniciar una investigació sobre el president de l'AFC, Mohammed bin Hammam, i el vicepresident de la Fifa, Jack Warner. La investigació va ser dirigida per John P. Collins, exfiscal federal dels Estats Units i membre del Comitè Jurídic de la Fifa. El 29 de maig del 2011, la Fifa va decidir la suspensió de Warner i Bin Hammam de totes les activitats futbolístiques a l'espera del resultat de la mateixa investigació amb els procediments de la Fifa.
El president de la Concacaf, Lisle Austin, va intentar despatxar Blazer cinc dies després, però l'acció va ser bloquejada pel comitè executiu de la Concacaf. El 15 de juny de 2011, Blazer va ser qüestionat pel Comitè d'Ètica de la FIFA.

## Fifagate
El 14 d'agost de 2011, el periodista Andrew Jennings va publicar al diari britànic The Independent que l'FBI estava examinant proves documentals que revelaven pagaments confidencials de futbol als comptes offshore controlats per Blazer. El desembre de 2011, Blazer començava a col·laborar en secret amb l'FBI.
El 19 d'abril de 2013, Blazer i Jack Warner van ser acusats de frau massiu durant els seus anys com executius de la Concacaf. Una auditoria del comitè d'Integritat de l'organització va determinar que ambdós directius havien treballat sense un contracte escrit des de 1998 fins a les seves sortides respectives, i que Blazer havia rebut 15 milions de dòlars en comissions pels seus serveis durant aquell període. A la investigació de l'FBI s'hi afegiria l'IRS per estudiar les possibles violacions fiscals de les lleis dels EUA i els estatuts nord-americans contra el frau. El maig de 2013, Blazer va ser suspès per noranta dies.
El dia 1 de novembre de 2014, es va informar que Blazer havia estat un confident de l'FBI i de l'IRS i que havia enregistrat reunions clau entre executius de la Fifa sobre els Jocs Olímpics de 2012. Blazer es va veure obligat a ser informador de l'FBI i de l'IRS després que li descobrissin més d'una dècada d'impostos impagats i d'ingressos multimilionaris no declarats.
El 27 de maig de 2015, diversos directius de la Fifa van ser arrestats a Zúric, amb Blazer essent un testimoni clau en la investigació que va conduir als arrests. A canvi de la seva cooperació, Blazer va acceptar declarar-se culpable de càrrecs que incloïen el frau electrònic, evasió d'impostos i blanqueig de capitals.
El 3 de juny de 2015, es va fer pública la transcripció d'un procediment de 2013 sota secret de sumari en un tribunal federal de Nova York. En el seu testimoniatge, Blazer va admetre haver conspirat amb altres membres del Comitè Executiu de la Fifa per acceptar conjuntament suborns per afavorir la designació de les copes del món de 1998 i 2010.
El 9 de juliol de 2015, Blazer va ser sancionat de per vida, pel Comitè d'Ètica de la Fifa, per exercir qualsevol activitat relacionada amb el món del futbol.
Blazer va morir el 12 de juliol de 2017 de càncer de còlon a un hospital de Nova Jersey, a l'edat de setanta-dos anys. El retard en condemnar-lo va ser causat per les decisions dels seus defensors d'anar a judici. També patia de malaltia cardiovascular i diabetis.